# Sidney, Arkansas
Sidney är en ort i Sharp County i delstaten Arkansas, USA.